# Gaspar de Witte

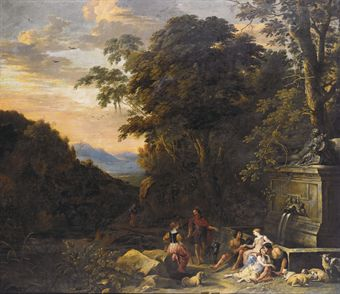
Gaspar de Witte, Paesaggio italiano con pastori presso una fontana.

Gaspar de Witte noto anche come Caspar de Witte, Jasper de Witte o Jaspar de Wit (Anversa, 5 ottobre 1624 – Anversa, 20 marzo 1681) è stato un pittore fiammingo del periodo barocco noto particolarmente per i suoi paesaggi.

## Biografia
Gaspar de Witte nacque ad Anversa da una famiglia di artisti e imparò l'arte della pittura da suo padre, Pieter de Witte II. Anche i suoi fratelli Jean-Baptiste de Witte e Pieter de Witte III erano pittori.
Intorno al 1646 fece un viaggio a Roma e fu membro dei Bentvueghels, un'associazione di artisti fiamminghi attiva nella città eterna, dove ricevette il totem di goujon.
Fu attivo in Francia intorno al 1648.
Dopo il suo ritorno ad Anversa nel 1650, si iscrisse alla Gilda di San Luca.
Oltre alla sua attività di pittore, gestiva anche un negozio di oggetti destinati alla pratica della pittura.
Tra i suoi allievi vi furono Cornelis Huysmans e Adriaen Verdoel.

## Opere
È noto soprattutto per i suoi paesaggi, in particolare per i paesaggi invernali e per gli interni di negozi di mercanti d'arte. I suoi paesaggi sono in stile barocco italo-fiammingo, mentre altri lavori tendono verso la maniera più severa delle Province Unite.